# 圣蒙达娜
圣蒙达娜（法語：Sainte-Mondane，法語發音：[sɛ̃t mɔ̃dan]）是法国多尔多涅省的一个市镇，属于萨拉拉卡内达区。

## 地名
该地名来自圣萨塞尔多（Saint Sacerdos）的母亲圣蒙达娜，其于722年被汪达尔人杀害。

## 地理
圣蒙达娜（44°50'44"N, 1°20'12"E）面积9.63 平方千米，位于法国新阿基坦大区多爾多涅省，该省份为法国西南部内陆省份，是法國本土面积第三大的省，大致对应佩里戈尔地区，北起顺时针与夏朗德省、上维埃纳省、科雷兹省、洛特省、洛特-加龙省、吉倫特省和滨海夏朗德省接壤。
与圣蒙达娜接壤的市镇（或旧市镇、城区）包括：圣于连德朗蓬、法若勒、马斯克拉、米亚克、韦里尼亚克、佩里戈尔地区卡尔维亚克。
圣蒙达娜的时区为UTC+01:00、UTC+02:00（夏令时）。

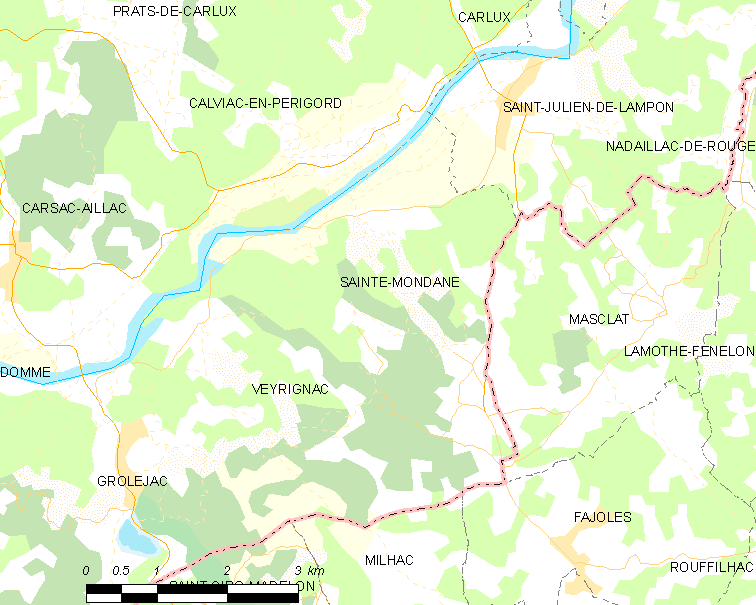
圣蒙达娜的OSM定位图

## 行政
圣蒙达娜的邮政编码为24370，INSEE市镇编码为24470。

## 政治
圣蒙达娜所属的省级选区为泰拉松-拉维勒迪约县。

## 人口

1962-2008年间圣蒙达娜人口变化图示

圣蒙达娜于2022年1月1日时的人口数量为301人。